# Аваси
Аваси (арм. Հավասի, 25 декабря 1895 года — 22 февраля 1978 года, настоящее имя Арменак Парсамович Маркосян, арм. Արմենակ Պարսամի Մարկոսյան) — армянский ашуг. Один из последних представителей классического гусанского искусства, являлся автором многих песен, популярных в народе. Народный артист Армянской ССР.

## Биография
Родился Арменак Маркосян в 1896 году в бедной крестьянской семье в селе Айазма нынешнего Цалкского района Грузии. С раннего возраста был полностью лишён зрения. После того как отец заметил, что у юного Арменака есть вокальные способности он отправил его на учение в соседнее село, где тот научился игре на сазе.
Начиная с 12 лет начинает путешествовать с местными ашугами по сёлам района. Через некоторое время отец Арменака, заботясь о дальнейшем музыкальном образовании сына, направляет последнего к известному ашугу соседнего села Тифили (Его Манукян). Через два года Арменак Маркосян возвращается в своё родовое село уже известным ашугом под именем Аваси («авас» — с арм. — ««желание», «настроение», «любовь»»)
В 1929 году Аваси переселяется в город Ахалкалаки на улицу Клары Цеткин, где знакомится с известными музыкантами: скрипачом Ашо Григоряном и дудукистом Арутом Давтяном которые сыграли важную роль в его жизни. Именно здесь в Ахалкалаки Аваси окончательно сформировался как музыкант, его имя распространилось по всей округе, со стороны людей его окружало уважение и любовь. Песни Аваси пели везде, его исполнения транслировали местные радиостанции. Впервые, произведения Аваси были опубликованы в районной газете Ахалкалаки, затем и в республиканской газете «Советская Грузия». Песни Аваси прославляют красоту природы, женщин, усердный труд рабочего человека, так к примеру об этом он поет в песне «Джавахкци, джанид мернем».
В 1944 году в жизни Аваси наступает новый этап, он перебирается в Ереван, чему посвящает песню «Поедем в Ереван» («Гнанк Ереван»). После переезда он сразу начинает давать концерты в разных регионах и селах Армении. Ряд его произведений («Песни начертанные нотами» (1947 год), «Благоухание» (1950 год), «Моя лира» (1961 год)и т.д) печатается печатных изданиях. В 1961 году был в Ереване был издан сборник его песен под названием «Мазмиры», в который вошли такие известные песни как «Песня мира», «Красивые горы Армении», «Колхозный чабан», «Не уходи напрасно» и ряд других не менее известных произведений
Были известны ряд его произведений такие как «Сборник песен», «Гусан Аваси», «Северное солнце», «Молодая Армения», «Советские пол века», «Родина» и т. д..Деятельность Аваси по достоинству оценили многие исследователи его творчества, за его заслуги в музыкальной области ему было присвоено звание Народного артиста Армянской ССР.
Прожив остаток жизни в Ереване, Аваси умер 22 февраля 1978 года. Похоронен на Нубаршенском (Советашенском) кладбище.
В Грузии в центре села Аязма, где родился гусан Аваси, был установлен бюст гусана Аваси и назван сквер в его честь. Инициатором и спонсором является уроженец села Кзлкилиса, ныне проживающий в Москве Эдгар Арамян.

## Творчество
За всю свою жизнь музыкантом было написано около 2000 песен, 1500 четверостиший и сочинил более 130 мелодий. Ему принадлежат сатирические песни и любовные стихотворения. Ряд песен его было посвящено времени в котором он жил, армии, Отечественной войне и Джавахку из которого он происходил.

### Избранные песни
- «Что сказать моей любимой»
- «Напрасно уходишь»
- «Подобно лани»
- «Почему полюбил»